# Premio Bancarella Sport
ll premio Bancarella Sport è un premio letterario nato il 18 marzo 1964, da un'idea di Renzo Chiappale e subito appoggiato da un gruppo di amici soci del Panathlon International di Carrara e Massa.

## Regolamento
Il regolamento prevede che tra tutti i libri a tema sportivo pubblicati nell'anno ne vengano selezionati sei da una speciale Commissione composta da: il Presidente della Commissione, designato dalla Fondazione Città del Libro; vari rappresentanti delle testate giornalistiche sportive nazionali (La Gazzetta dello Sport, Corriere dello Sport-Stadio, Tuttosport, Rai - TV, Mediaset, Sky Sport); un rappresentante del CONI; il presidente dell'Unione Stampa Sportiva Italiana; due rappresentanti del Panathlon International; quattro rappresentanti della Fondazione Città del Libro, il segretario del premio Bancarella Sport.
Questi primi sei vincitori saranno sottoposti al vaglio di una speciale giuria di 70 grandi elettori (20 librai, 45 personalità della cultura e dello sport, 15 soci del Panathlon International) che decreteranno l'opera vincitrice assoluta.
Ogni anno, in luglio, si ripete, in piazza della Repubblica a Pontremoli, una grande giornata di sport. Ci sono sempre, per festeggiare gli scrittori finalisti, grandi campioni.
La Città del Libro ne ha ospitati tanti, da Girardengo a Binda, da Baldini a Gimondi, a Motta, da Vittorio Pozzo a Boniperti, Mazzola, Rivera, da Loi a Mazzinghi, Benvenuti, Vìsentin, dalla Simeoni alla Dorio, alla Pigni, a Mei, ai fratelli Abbagnale, a Berruti, Spallino, Mangiarolti, Numa e molti altri ancora.
Una bella giornata di sport caratterizzata da tanto entusiasmo e tanta spontaneità, ingredienti questi che fanno del Bancarella Sport, il più ambito tra i premi letterari del suo genere.

## Curiosità
Al vincitore viene consegnata una statuetta raffigurante il "San Giovanni di Dio - protettore speciale dei librai" simbolo dei premi Bancarella.

## Albo d'Oro
| Ediz. | Anno | Vincitore                                              | Autore                                | Editore                              |
| ----- | ---- | ------------------------------------------------------ | ------------------------------------- | ------------------------------------ |
| 1     | 1964 | Lo sport nasce in Asia                                 | Cesare Bonacossa                      | S.E.S.S.                             |
| 2     | 1965 | Arrampicarsi all'inferno                               | Jack Olsen                            | Longanesi                            |
| 3     | 1966 | Koduku                                                 | Horie Kenichi                         | Bompiani                             |
| 4     | 1967 | Il romanzo del cavallo                                 | Nereo Luigi                           | Vallecchi                            |
| 5     | 1968 | Ginnastica, Ed. Fisica e Sport, dall'antichità ad oggi | Jacqes Ulmann                         | Armando                              |
| 6     | 1969 | Pininfarina, nato con l'automobile                     | Ernesto Caballo                       | Palazzi                              |
| 7     | 1970 | La cima di Entrelor                                    | Renato Ghabod                         | Nicola Zanichelli Editore            |
| 8     | 1971 | Storia delle macchine da corsa                         | Giovanni L. Cernischi                 | L'automobile                         |
| 9     | 1972 | Sport e verità                                         | Luigi Gianoli                         | Sperling & Kupfer                    |
| 10    | 1973 | Duemila metri della nostra vita                        | Fernanda Maestri e Cesare Maestri     | Garzanti                             |
| 11    | 1974 | Il mio Atlantico                                       | Ambrogio Fogar                        | Bietti                               |
| 12    | 1975 | Biplano                                                | Richard Bach                          | Rizzoli                              |
| 13    | 1976 | Quando il rischio è vita                               | Carlo Mauri                           | La Sorgente                          |
| 14    | 1977 | Eva una donna, una barca e l'Oceano                    | Ida Castiglioni                       | Rusconi                              |
| 15    | 1978 | Storia del ciclismo                                    | Gianpaolo Ormezzano                   | Longanesi                            |
| 16    | 1979 | La zattera                                             | Ambrogio Fogar                        | Rizzoli                              |
| 17    | 1980 | Tutto sbagliato, tutto da rifare                       | Gino Bartali                          | Arnoldo Mondadori Editore            |
| 18    | 1981 | K2                                                     | Reinhold Messner e Alessandro Gogna   | De Agostini                          |
| 19    | 1982 | Buzzati al Giro d'Italia                               | Dino Buzzati                          | Arnoldo Mondadori Editore            |
| 19    | 1982 | Coppi e il Diavolo                                     | Giovanni Brera                        | Rizzoli                              |
| 20    | 1983 | È questione di cuore                                   | Clay Regazzoni e Cesare De Agostini   | Sperling & Kupfer                    |
| 21    | 1984 | Nuvolari                                               | Aldo Santini                          | Rizzoli                              |
| 22    | 1985 | 3x8000                                                 | Reinhold Messner                      | De Agostini                          |
| 23    | 1986 | Gli Agnelli e la Juventus                              | Mario Pennacchia                      | Rizzoli                              |
| 24    | 1987 | Le leggendarie Mille Miglia                            | Alberto Redaelli                      | Bandoni                              |
| 25    | 1988 | Il cinghiale                                           | Franco Nobile                         | Olimpia                              |
| 26    | 1989 | La mia vita come una partita di calcio                 | Michel Platini                        | Rizzoli                              |
| 27    | 1990 | L'anello rosso                                         | Gelindo Bordin                        | Rizzoli                              |
| 28    | 1991 | Vola colomba                                           | Gian Franco Vené                      | Arnoldo Mondadori Editore            |
| 29    | 1992 | Una curva cieca - Vita di A. Varzi                     | Giorgio Terruzzi                      | Giorgio Nada Editore                 |
| 30    | 1993 | La leggenda di Bartali                                 | Marzia Lazzerini e Romano Beghelli    | Ponte alle Grazie                    |
| 31    | 1994 | Pugni amari                                            | Mario Braccini e Michelangelo Corazza | Abe                                  |
| 32    | 1995 | Il grande Airone                                       | Giancarlo Governi                     | Nuova Eri                            |
| 33    | 1996 | Caro Coppi                                             | Orio Vergani e Guido Vergani          | Arnoldo Mondadori Editore            |
| 34    | 1997 | La lepre sotto la Luna                                 | Andrea Maietti                        | Limina                               |
| 35    | 1998 | Quarant'anni di parole                                 | Sandro Ciotti                         | Rizzoli                              |
| 36    | 1999 | Coppi e Bartali                                        | Daniele Marchesini                    | Il Mulino                            |
| 37    | 2000 | Capitano, mio capitano                                 | Nando dalla Chiesa                    | Limina                               |
| 38    | 2001 | Il Mondo dall'alto                                     | Livio Sposito                         | Sperling & Kupfer                    |
| 39    | 2002 | Gli indisciplinati                                     | Luca Delli Carri                      | Fucina                               |
| 40    | 2003 | L'uomo del fiume                                       | Serse Cosmi e Enzo Bucchioni          | Baldini & Castoldi                   |
| 41    | 2004 | ... però, Zanardi da Castel Maggiore                   | Alex Zanardi e Gianluca Gasparini     | Baldini Castoldi Dalai               |
| 42    | 2005 | Un uomo in fuga                                        | Manuela Ronchi e Gianfranco Josti     | Rizzoli                              |
| 43    | 2006 | Domenica nera                                          | Claudio Paglieri                      | Piemme                               |
| 44    | 2007 | Due ruote sull'oceano                                  | Andrea Stella                         | Longanesi                            |
| 45    | 2008 | Ora sei una stella                                     | Luigi Garlando                        | Arnoldo Mondadori Editore            |
| 46    | 2009 | Nelle terre estreme                                    | Jon Krakauer                          | Corbaccio                            |
| 47    | 2010 | Ama il tuo nemico                                      | John Carlin                           | Sperling & Kupfer                    |
| 48    | 2011 | I diavoli di Zonderwater                               | Carlo Annese                          | Sperling & Kupfer                    |
| 49    | 2012 | Se no che gente saremmo                                | Gianfelice Facchetti                  | Longanesi                            |
| 50    | 2013 | Cinque cerchi e una stella                             | Andrea Schiavon                       | Add Editore                          |
| 51    | 2014 | Corro perché mia mamma mi picchia                      | Giovanni Storti e Franz Rossi         | Arnoldo Mondadori Editore            |
| 52    | 2015 | In piedi sui pedali Suite 200                          | Enrico Brizzi Giorgio Terruzzi        | Arnoldo Mondadori Editore 66thand2nd |
| 53    | 2016 | Non dire gatto                                         | Giovanni Trapattoni                   | Rizzoli                              |
| 54    | 2017 | L'uragano nero                                         | Marco Pastonesi                       | 66thand2nd                           |
| 55    | 2018 | 65: la mia vita senza paura                            | Loris Capirossi e Simone Sarasso      | Sperling & Kupfer                    |
| 56    | 2019 | 4810. Il Monte Bianco: le sue storie, i suoi segreti   | Paolo Paci                            | Corbaccio                            |
| 57    | 2020 | La partita. Il romanzo di Italia-Brasile               | Piero Trellini                        | Mondadori                            |
| 58    | 2021 | Donne in bicicletta                                    | Antonella Stelitano                   | Ediciclo                             |
| 59    | 2022 | Il ritorno degli dei                                   | Marino Bartoletti                     | Gallucci Editore                     |
| 60    | 2023 | Una vita in alto                                       | Sara Simeoni e Marco Franzelli        | Rai Libri                            |
| 61    | 2024 | La piuma del ghetto                                    | Antonello Capurso                     | Gallucci Editore                     |
| 62    | 2025 | Cadere, rialzarsi, cadere, rialzarsi                   | Gianluigi Buffon                      | Mondadori                            |

## Altre manifestazioni
Connessi al premio Bancarella Sport, a Pontremoli, Città del Libro, si assegnano anche il Premio Bancarella (luglio), Premio Bancarella della Cucina (ottobre) e il Premio Bancarellino (maggio).